# Иван Грозни (филм)
Иван Грозни (рус. Иван Грозный) је историјска драма совијетског редитеља Сергеја Ајзенштајна. Снимљен у два дела у преиоду 1943-1945, први део филма премијерно је приказан 30. децембра 1944. године, а други део, због стаљинистичке цензуре, тек у септембру 1958. године.

## Део први
Прича почиње почиње 1547. године у Москви. На раскошној церемонији у Кремљу, 17-годишњи велики кнез Иван Васиљевич је крунисан за првог руског цара. Он изјављује своју намеру да уједини земљу против нелојалног племства и да прошири њене границе. Након женидбе са Анастасијом Романовом (Целиковскаја), он побеђује Татаре и осваја Казањ, где упознаје Алексеја Басманова (Бушма), који убрзо постаје његов ватрени присталица. Ипак, његов љубоморни пријатељ Курбски (Названов) бежи у Пољску, а Анастасија је отрована од Евросиније Старицке, царске тетке (Бирман). У исто време, спољна претња из Пољске и Литваније и унутрашња субверзија се настављају. Иван се повлачи из Москве у оближњи дворац у Александровској Слободи, да би га назад на власт позвала велика поворка обичних Руса.

### Сцене и мотиви

#### Царско венчање
Први део почиње дугом, спором сценом која приказује Иваново крунисање и представља већину ликова који ће постати његови противници. Након што се крунисао, Иван држи говор у којем објављује свој план да уједини руске земље на рачун моћи бојара и богатства Цркве. Саопштење утврђује две контрадикторне наративне стазе. С једне стране, покреће класичну соцреалистичку параболу о великом хероју, који се суочава са страшним препрекама и савладава их како би постигао достојан циљ. С друге стране, приказује Ивана као плашљивог, манипулативног тиранина који ће водити непопуларну политику, ма колико коштао његов народ, јер сматра да је то прави пут. У овој сцени упознајемо се са већином главних ликова, а њихова лица су осликана страхом, неизвесношћу, мржњом и паранојом. Једини изузетак су неке од жена у публици, укључујући Иванову будућу супругу Анастасију, које задивљено гледају на Ивана са погледом којим је Стаљин био гледан на постерима, сликама и филмовима који су тада били изложени широм Совјетског Савеза.
Судбина Велике Русије зависи од Иванове способности да задржи лојалност својих поданика. Главне прекретнице у првом делу долазе када Иван тестира своје поданике и разликује лојалне од нелојалних. Већи део првог дела заузимају тестови лојалности, показивања нелојалности и цареви одговори на сваки од њих. До Анастасијиног тровања, он се нада да ће моћи да постигне свој циљ уз добровољну подршку свог народа, укључујући и неке од бојара. Криза крај Анастасијиног ковчега, где разочарање прети да га уништи, уместо тога наводи га да прихвати демагогију, принуду и насиље. Али и пре тога он користи политичку манипулацију и да тестира оне око себе и да изнуди њихову подршку. Након крунисања, следеће три главне секвенце (венчање, народна побуна и битка код Казања) су очигледни прикази моћи, изазвани делима издаје.

#### Пожар и побуна грађана
Први директан изазов Ивановој владавини долази од „мрачне руље“ која је преплавила палату, прекидајући његово венчање. Цар лако покорава руљу, али оно што ову сцену чини занимљивом јесу различите конструкције царске власти и реторика која их прати. Под вођством Маљуте Скуратова, гомила јури у палату да нападне цара. Иван одгурује своје чуваре, а Курбски пресреће Маљуту, којег изненада обузима страхопоштовање, као и гомила иза њега када виде „Цара!“ Иванов легитимитет (који се доводи у питање на другом месту у филму) потврђен је у очима народа - са једним изузетком. Никола, свети јуродиви, остаје пркосно на ногама и оптужује цара и његове сроднике бојаре да враџбинама убијају људе, цеде крв из њихових срца и уништавају њихове домове.
Маљута се придружује тврдњи да су зачарана црквена звона падала са њихових торњева. Сада Иван иде на изазов. Игноришући захтеве свете луде за социјалну правду, он оптужбу за враџбину претвара у шалу - на рачун Маљуте. „Глава која верује у вештичарење је сама као звоно... празна!" Затим нагло мења правац (не последњи пут) и шалу претвара у злокобну претњу. „И глава може сама да отпадне? Не, то мора бити одсечено." Затим, он изједначава царску власт са принудом и насиљем. Онима који не послушају царска наређења „биће одсечена глава“. Затим, претња насиљем је усмерена посебно на издајничке бојаре и коначно се појављује као опште начело или правило: „Цар може владати само ако држи узде. Држава без узде је неконтролисана као коњ без узде.” Гомила је у његовим рукама када сцену прекине амбасадор из Казања, са истим изузетком, свети јуродиви Никола. 
Николин лик овде има вишеструке одјеке. Пркосан глас народа, свети безумници су често говорили оно што су се други плашили да кажу. Ајзенштајновог Николу, напротив, Иван понижава и само он остаје неубеђен Ивановом везом царске величине са царским терором. Овај Никола је чудног изгледа света будала, и скоро потпуно депласиран чак и у Ајзенштајновом идиосинкратичном приказу Кремља из шеснаестог века. Са својим голим торзом умотаним у тешке ланце, овај свети безумник се такође може видети као слика херојског пролетера из револуционарне ере: немаш шта да изгубиш осим својих ланаца. Он је потчињен од цара, заједно са осталом руљом, али он силази режећи у пркос, а не смејући се саучеснички.
Површински наратив у овој сцени нам говори да како Иван потврђује своју власт над људима, он почиње да осваја њихову оданост. Начин на који то постиже, међутим, показује порекло његове демагогије. Иван потврђује свој ауторитет комбинујући обмањујући хумор, хировитост и претње насиљем. Најпре осваја народ претварајући се да им се придружује у шали на рачун њиховог друга, исмевајући Маљуту, што заробљава гомилу у својеврсно саучесничко јединство. Тада, баш када их има у рукама, Иван мења тактику без упозорења да би јасно ставио до знања да ће, ако га добровољно не подрже, употребити сву силу која је неопходна да задржи власт. То је инфантилизирајући гест заједно са мајсторским приказом демагошке тактике, и делује: поједини младићи се диве царевој лукавости и духовитости, чак и пре него што се он окрене да запрети бојарима. Лако је пропустити пуну снагу царских претњи насиљем, јер док он изговара речи, одвлаче нас слике другачије врсте бојарске издаје: неуспешно завођење Анастасије од стране Курбског. Ово није ни први, ни последњи пут да ће Ајзенштајн пратити злокобни хумор са стварном претњом.

#### Опсада Казања и царева болест
Огромна руска војска опседа утврђени град Казањ у степи. Опсадну војску предводе Иван и кнез Курбски, са Маљутом Скуратовом у пратњи. Како би поколебао одлучност бранилаца, Курбски наређује да се заробљени Татари разапну под зидинама, и покушава да их натера да позову своје суграђане на предају: у одговор, браниоци убијају заробљенике стрелама, како би их поштедели мучења. Иван прекорева Курбског због зверске суровости, на шта кнез одгурне цара, док Маљута, у близини, ишчупа колац из ограде како би одбранио Ивана: у том тренутку, Курбски подиже штит и заклања цара од добро усмерене стреле. Иван гласно размишља како је та стрела у прави час спасла кнеза: један од присутних војника, Алексеј Басманов, убеђује цара да се одрекне бојара и потражи присталице и верне слуге међу простим народом.
На повратку из похода цар се разболи и падне у постељу: мислећи да је на самрти, преклиње присутне бојаре да се закуну на верност његовом сину, малом царевићу Димитрију, који је још одојче у царициним рукама. Међутим, под утицајем страних амбасадора и царске тетке, кнегиње Ефросиније Старицке, бојари одлучно одбијају, говорећи болесном Ивану да је њихово право да изаберу цара међу собом, истичући право царевог рођака, кнеза Владимира Старицког, простог и ограниченог младића, који би због своје слабости савршено одговарао и великашима и страним силама, које желе слабу Русију. Једини који се опире и остаје веран царевићу Димитрију је кнез Курбски, иако је очигледно да то чини из пожуде према царици. Бојарске интриге и завере пресеца Иванов ненадани опоравак, али је његова вера у верност великаша озбиљно пољуљана.

#### Царичина смрт и оснивање опричнине
Са свих страна долазе лоше вести: бојари у Рјазању (на источној граници) одбијају царске наредбе и траже помоћ од Кримског Хана, а руска војска у Ливонији под вођством кнеза Курпског је потучена: сам кнез и многи бојари прешли су на страну непријатеља и побегли и Литву. На цареве речи да ће одузети имања свима који не служе отаџбину, Ефросинија Старицка, царска тетка, кришом сипа отров у пехар вина и оставља га у царевој ложници. На вести о издаји Курбског, царица губи свест, и Иван јој својим рукама даје вино из отрованог пехара, чиме јој нехотице даје отров намењен њему лично. Сцена уз Анастасијин мртвачки ковчег је врхунац првог дела и прекретница у Ивановој еволуцији употребе моћи. Површински наратив овде нам говори да га Иванова туга због смрти његове жене и једине подршке оставља у очају; тај очај наводи га да сумња у ваљаност своје ствари, Велике Русије. Али, као што очај прети да га уништи, он налази снагу да настави. Он бира да тражи подршку међу руским народом како би наставио трагање за Великом Русијом. Иванова изолација у вођењу Велике ствари је лично трагична, а његова спремност да савлада препреке је херојска. Његов последњи гест изнад ковчега његове жене, руку подигнутих у ваздух, представља одлучност и тријумф.
Иванова одлучност је приказана политички позитивно или лично трагично, али какав је стварни исход његовог васкрсења из демобилизирајуће туге? По савету Алексеја Басманова, он се удружује са руским народом и обећава да ће у његово име ујединити Русију. Кључни прелаз овде, од бојара ка народу, има позитиван призвук, али само док не погледамо испод површине последице Иванове одлуке. Оруђе Иванове одлуке нису нико други до опричници. Синоним за терор, хаос и уништење, историјски опричници су били одговорни за раширену окрутност и насиље, што је чињеница добро позната руској публици. У својим белешкама Ајзенштајн описује атмосферу међу опричникима као дубоку суровост и нелојалност, где је „човек човеку вук.“
Сатанистички симболизам, први пут виђен у Ивановом васкрсењу из болести и смрти раније у првом делу, понавља се у овом другом васкрсењу. Да је Ајзенштајн намеравао да повежемо ово васкрсење из туге са Ивановим ранијим васкрсењем из смрти, наговештен је понављањем слике његове главе у истом положају, хоризонталном, као у сцени на самрти. Иван полаже главу на ковчег своје жене, понављајући позу налик Христу, а његова брада формира распеће иза којег је црна свећа. Управо у овом тренутку, када доспе до најнижег нивоа туге и очаја, он доживљава изненадни налет животворне снаге: његова туга постаје бес и рађа се његова страшна освета.
Али опричници нису само ђавоља војска, они су ђавоља породица. Када Басманов препоручује формирање опричника, он каже Ивану да „изабере људе који ће се одрећи свега, који ће ускратити оца и мајку да служе само цару и диктату његове воље“. Другим речима, Иван ствара опричнике по свом лику: отуђен од свих људских и родбинских веза, посвећен само политичком оцу, цару, и апстракцији, Великој Русији. Басманов иде тако далеко да свог сина, Федора, предаје Ивану. У овом загрљају апстрактног и одрицања од породичног, Иван интимно и трагично преплиће лично и политичко, појединачно и национално. Овај чин, тренутак оснивања опричника, представља и врхунски патриотизам и хладну жртву: Алексејево приношење сина је двострука обмана. Његов главни циљ, показало се, није да подржи државу за њено добро, већ да уздигне сопствену породицу и гарантује њен континуитет преко свог сина. Одриче се улоге оца како би повећао моћ своје породице. Алексеј даје Ивану Федора као првог сина опричника, али такође појачава моћ свог клана нудећи Федора Ивану као замену за Анастасију: оженио је клан Басманов у династију. И следећи пут када Иван буде тражио подршку за своју ствар, он ће се окренути од мртве Анастасије и питати Федора шта треба да уради. Када му Федор понуди исту једноставну лојалност коју је имала Анастасија, Иван пољуби своју жену за растанак и пожели добродошлицу својој новој деци на свет.
Иван заокружује сцену одбацивањем идеализма првог објављивања његовог Великог дела. Први пут, на крунисању, он је тврдио да је потребна централизација власти за достојне циљеве заштите независности руских земаља и стварања Велике Русије. Сада, у ономе што нам Иван каже да ће бити „ново крунисање“, цар тражи „неограничену моћ,... омогућавајући му да немилосрдно доврши велики задатак“. Шта оправдава ову „неограничену моћ“ и „немилосрдну“ посвећеност? Ако је то било убиство Анастасије, онда је мотив само освета, а не велика историјска мисија. Ајзенштајн се труди да истакне не само Иванову обновљену посвећеност његовом славном циљу, већ и прелазак ка гурању ствари преко првобитних (и политички разумних) граница.

#### Народни позив у Москву
Финале првог дела приказује целокупно друштво (сељаци, свештенство и бојари се јасно могу идентификовати) које долази цару у молитви, упадајући у његову замку. Иван је искушао руски народ одричући се престола; дошли су да га моле да се врати и завлада њима. Овим чином народ се одрекао властите власти да би се потчинио цару у циљу подршке апстракцији, Великој руској држави. На крају првог дела, сан о јединственој, независној држави (на руском језику самодржавље) за добро Русије и њеног народа замењен је реалношћу владавине једног човека, у којој је владар изолован, а његова моћ централизована. и неограничено (единодержавие). Он влада у име народа, али је створио инструмент да обезбеди и заштити царску власт у случају супротстављања, мрачног, вучјег и застрашујућег гвозденог братства опричника.
Величанствене кадровске композиције финала наглашавају огромну моћ цара и минијатурну безначајност народа. Иван је топло разговарао са Маљутом о својим страховима и надама док заједно нестрпљиво чекају да људи стигну, али када се људи појаве, Иван одбацује своју познату личност и усваја краљевску маску. Он постаје одвојена, безлична, симболичка фигура, апстракција: оличење Велике Русије. Позитивна валенција је овде политичка: Иван је држава, он оличава народ и нацију. Међутим, у људском смислу, он је нечовечан, издвојен, дехуманизован и надљудски.
Ајзенштајн је користио понављање у финалу за снажан ефекат. На двадесет и једном засебном кадру Иван је посматран са разних позиција, са сићушним фигурама људи који се вијугају по снегу, слушајући сваки његов гест. Иван заиста изазива страхопоштовање, апстрактна, ритуализована слика величанствености.

## Део други: Бојарска завера
Прича почиње почиње 1565. године у Варшави. Пољски двор и њихов лакеј Курбски радују се због тобожње цареве абдикације. У међувремену, Иван спроводи своју политику централизације са суморном одлучношћу, владајући уз помоћ специјалне полиције, опричника. Његов бивши пријатељ, Федор Количев (Абрикосов), сада већ митрополит московски, покушава да га ублажи, али узалуд. Уз помоћ свог свеприсутног „ока“ (вође опричника), Маљуте Скуратова (Жаров), Иван предупређује заверу коју је предводила Евросинија, са намером да њеног сина Владимира (Кадочников) уздигне на престо. Иван успева да надмудри заверенике, остављајући Владимира мртвог на крају лажног крунисања.

### Теме
У Другом делу, ортодоксни површински наратив је све више оспорен злослутним елементима који долазе до изражаја до краја Првог дела. На површини, Други део се састоји од успешне цареве борбе против његових бојара и клерикалних противника, који сада активно покушавају да га свргну с престола. . На крају, бојари су потпуно поражени и Иван се у Трећем делу може окренути спољним непријатељима Русије на Западу и славном ширењу царства. Трагично, цар се осећа принуђеним да делује против свог последњег пријатеља, Федора Количева, сада познатог као свештеник Филип, и да уништи своје рођаке, кнежеве Старицке, Ефросињу и Владимира. Уклањајући своје нелојалне пријатеље и рођаке, Иван жртвује сопствену добробит за добробит свог циља. Он жртвује своју савест и своју хуманост, али држава остаје. До краја Другог дела Иван је кренуо даље са својим државотворним пројектом, али конструкција коју подиже је све празнија.
До краја Другог дела, заокрет је интензивиран понављањима и преокретима који се умножавају, обично у злокобнијем облику, да би се разоткриле опасности које леже у основи специфичних слика државне моћи приказане у првом делу или увлачења више људи у вртлог нереда и убистава. Да наведемо само најочигледније примере, крунисање је дуплирано у Курбском уласку на пољски двор, у Ивановом повратку у Москву и у његовом „фарсичном” крунисању Владимира Старицког. Царев брак са Анастасијом се већ огледа у његовом „браку“ са Федором Басмановим у сцени ковчега и понавља се у Другом делу, у Курбском „брачном“ завету верности Сигисмунду, (што се само огледа у Ивановом миловању Маљуте пре него што је пристао да погубе Количеве), и на гозби опричника са црним лабудовима, пијаним вођама опричника, и најочигледније у Федоровој женској маски и хаљини. Тровање Анастасије ће се поново појавити у тровању Иванове мајке, у репризи тровања од стране Федора Басманова која приморава Ивана да препозна да су његови рођаци против њега и да је и крив и да није крив за тровање Анастасије, и у Ивановој понуди исти путир најпре (празан) Ефросинији, а затим (пун) Владимиру, испуњен пићем које ће му бити погубљење.
Двоструки крупни планови, образ уз образ и нос уз нос, поновиће слику мајке/детета Ивана припијеног уз своју умирућу мајку: Ивана и Филипа, Ивана и Федора, Ивана и Маљуту, Ивана и Владимира и Ефросињу и Владимира. Коначно, финале Другог дела, вијугава поворка ратника-монаха опричника који пролази кроз катедралу, римује се са вијугавом линијом целог становништва на крају Првог дела.
У Другом делу Иванове стратегије за заштиту себе и своје државе и за кажњавање својих непријатеља постају замршеније, неморалније и окрутније. У последњим епизодама, Иван се не само штити од атентата, већ манипулише пијаним, рањивим дететом да прими нож који му је намењен. Уништава мајку тога детета, присећајући се (и освећујући?) убиства сопствене мајке. Он радије награђује него кажњава убицу Петра Волињеца, и иако је Иван сада неприкосновени господар свог домена, клања се скромном искушенику (одјекујући свој наклон народу на крају Првог дела и Владимиру у пародији на крунисање), претварајући се да игнорише чињеницу да је престрављени Петар дошао да га убије. Ескалирајућа превртљивост и окрутност огледају се у све већем кајању. Напади покајања и сумње су праћени обновљеном приврженошћу Великој ствари, али сваки пут када се та сумња остави ради утврђивања, цена Великог дела и број његових жртава расте.
Другим речима, други део је мање о субверзивним елементима који се пробијају кроз површински наратив него о отвореној борби између сукобљених употреба моћи. Иван више не може да се претвара, упркос изузетним напорима у самообмани, да га подржавају пријатељи и породица. Прва половина Другог дела врти се око Филиповог противљења и Иванове подмукле одмазде против Филипове породице Количева. Остатак Другог дела се бави још сложенијом акцијом против његове тетке Ефросиније и његовим замршеним преокретом њене завере да га убије. Уклањајући старе непријатеље (пријатеље и рођаке), Иван развија нове односе са опричницима, својим новим пријатељима и породицом, који ће га такође на крају издати и изоловати. Једини напредак који Иван чини према Великој руској држави у Другом делу је све окрутније и нехуманије уклањање препрека.

### Сцене

#### Сукоб са патријархом Филипом
Иван успоставља главне теме Другог дела када се појављује лично по повратку у Москву из своје лажне абдикације. Он дели Русију, у име њеног уједињења (на земшчину и опричнину) и најављује да ће искоријенити издају. Баш као што је изнео своју политику на почетку првог дела, Иванов говор на почетку другог дела може се посматрати као нови крунски говор после новог крунисања које је најавио на крају првог дела. Видимо снимке његових младих слугу , опричника, претећи постројених дуж једног зида са старим бојарима у гломазним брокатним кафтанима поређаним дуж супротног зида престоне собе. Коначно, у двоструком богохулном преокрету, Иван приморава бојаре на колена док подиже своје опричнике на ноге, и присваја Богу сличне моћи. „…као што је Бог створио човека по свом обличју, тако сам и ја створио људе по своме. Као на знак, Филип улази у дворану попут анђела освете, вичући: „Ови планови не долазе од Бога... већ од ђавола!“ У површинском наративу, Филипова оптужба може изгледати као религиозни клише представника Иванове клерикалне опозиције. Међутим, распрострањеност демонских слика које су већ повезане са Иваном, укључујући светогрдну изјаву коју је управо изговорио, дају поверење Филиповој оптужби.

#### Царево детињство
Иван се брани од Филипових оптужби сећањима на његово детињство, у сценама које су првобитно намеравале да иду на самом почетку Првог дела и поново унете овде у Другом. Пролог, како су га звали, нуди кључно објашњење за Иваново понашање и оправдање његове жеље за осветом према бојарима. Прва сцена из детињства почиње снимком Ивана, са седам година, самог у празном, замраченом предворју: уплашеног, будног и рањивог. Неизвесност се претвара у ноћну мору када чује језив (иако сценски, мелодраматичан) врисак и открије да су његову мајку, Елену Глинскају, отровали бојари. Она га упозорава да не верује бојарима, стисне га за образ, а неколико тренутака касније је одведена, млитаво вукући руке по поду.
Након што је утврдио Иванову неспособност да спасе своју мајку од бојара, Ајзенштајн му показује да није у стању да заштити своју земљу од плаћених странаца и бојара који су у дослуху са њима. Нешто старији Иван се појављује у престоној соби током трговинских преговора. Стидљиво се попне на престо и прислушкује, неспособан да се заложи док се Шујски и Белски, два моћна бојара (супротни по изгледу, близанци у сопственом интересу), расправљају око тога која група странаца ће контролисати руску трговину. Политичка дебата је ругло, Иванова власт као владара је фарса, а руско вођство је шала. И Иван и држава којом влада немоћни су и жртвовани од моћних сила око њих.
Вративши се у царску одају, Иван искаче из своје улоге жртве. Он излази из тишине, прекида бесмислене препирке бојара и истиче потребу Русије за независношћу. Шујски и Белски му се само смеју. Иван поново потврђује своју намеру да Русију учини независном од стране контроле. Бојари се само јаче смеју. Ево још једног, мало измењеног примера смењивања хумора и претњи. Шујски и Белски су кловновски у својој расправи; њихов супротан изглед додајући комедији водвиља. Али Шујском недостаје Иванова лукавост. Престаје да се шали да би оспорио Иванов легитимитет, очев идентитет и верност његове мајке пре него што је физички напао Ивана. Млади цар узврати ударац, чинећи последњи скок од жртве до насилника, наређујући хапшење Шујског. Овај први укус моћи плаши Ивана: у бриљантном правцу, Ајзенштајн га је натерао да викне наређење: „Ухватите га!“ док је корачао уназад и заштитнички покривао лице. Иван исправља одећу и, обраћајући се камери, први пут каже: „Ја ћу царовати сам...ја ћу бити цар.” Кад Иван викне "Ухватите га!" невин дечак одбацује своју невиност, добија укус крви и први пут доживљава моћ. Индивидуална моћ и независност Русије блиско се поистовећују са насиљем и одмаздом и једино су могући. Иван постаје цар тако што је наредио да се човек ухапси и погуби.
Ајзенштајн је у Пролог унео и аутобиографско искуство и своје разумевање људске и културне еволуције. Као теоретичар, Ајзенштајн је дуго био заинтересован за креативни процес и начин на који су древни митови и легенде нудили објашњења за порекло и транзиције. Почео је да верује да су транзиције свих врста – у индивидуалном развоју, између генерација иу националним историјама – трауматичне и праћене насиљем. Веровао је да митови о таквим транзицијама представљају стварна, а не метафоричка искуства у људској еволуцији и да појединци реплицирају те фазе у свом личном развоју. Потврду за ове хипотезе Ајзенштајн је нашао у читању о Ивану иу сопственом животу са оцем.
Веровао је да су тиранија и окрутност одраслих одбрана развијена као реакција на рањивост и страхове у детињству и да се дубока промена дешава у транзицији у одрасло доба, када појединци открију сопствени ауторитет. Уплашена или жртвована деца ће опонашати оне којих се плаше како би их раселили.
Ако прелазак у одрасло доба захтева избацивање тешког или тиранског родитеља, транзиција може бити трауматична и насилна. И то насиље ће у себи носити семе још насиља. За Ивана је први чин пркоса и први укус моћи опојни и зависни. Према Ајзенштајновим белешкама, Иван куша „прву крв“ када је наредио хапшење Шујског и поново гледајући лешеве Количевих, прва погубљења која је наредио као цар. У оба случаја, „прва крв“ појачава његову жељу за осветом и спремност да пролије крв да би је постигао.
Међутим, пажљиво посматрање суптилне карактеризације младог цара Ерика Пирјева открива обе стране лика будућег цара. Пирјев преноси будну спољашњост и мирну маску коју је млади Иван носио да би прикрио страх и мржњу према бојарима, а у последњем кадру хвата ватру мржње и амбиције изнутра. Сенка невиности и привлачности младог цара остаје свуда, али његово појављивање као цара је појава звери, плен постаје предатор.

#### Погубљење Филипове породице
Царева суровост поново је приказана у једној од најчуднијих сцена у овом чудном филму. Након што је дозволио Маљути да погуби невине чланове Филипове породице као лекцију свима који би могли да помисле на издају, Иван се ушуњао у сцену, као у трансу. Поклони се, поче да се прекрсти, застане и онда бесно гледа лешеве. Показујући ван екрана на тела, он се баца уназад, савијајући леђа, али се напрежући и показујући напред, главе подигнуте, али очију доле, као да буквално оличава контрадикцију. То је тренутак мучне неизвесности и један од централних прелаза у његовом животу: да ли ће га његов први прави укус крви покренути даље или се овде завршити? „Премало“, шапуће он, позивајући на још смрти. Од овог тренутка па надаље, Иванов животињски инстинкт за осветом неће му дати одмора.
Остатак другог дела састојаће се од његове победе над два покушаја да га обуздају. Прво, Филип покушава да осрамоти Ивана да се покаје извођењем „Огњене пећи“, алегорије о тиранину и три невине жртве. Али гледајући у ово огледало и видећи себе као злог вавилонског краља Навуходоносора, Иван не само да се не каје, него прихвата страх, и понављајући Пролог, поново тврди: „Бићу оно што ме зовеш: бићу Ужасан.

#### Гозба опричника
Затим, последње сцене другог дела, гозба опричника и атентат на Владимира Старицког, приказују Ивана (и Ајзенштајна)на врхунцу својих моћи. Иван се надвија над свима около њега, контролишући сваки тренутак попут мајстора луткара. Опричници плешу, смеју се и ковитлају се по соби као да јесу пуки продужеци царске демонске енергије. Он савладава најозбиљнији изазов својој владавини без напора. И стара се да његови моћни нови поручници Алексеј Басманов и Маљута Скуратов знају своје место као његови „робови“. Иван је овде сав „величина и оштроумност“, али достижући тако високо, он се још више изолује од људи и пркоси људском бићу у себи.
Ове последње епизоде су дебело наслојене мотивима који се понављају, одразима у огледалу, заменама и преокретима, али док алудирају на, па чак и артикулишу противречности, оне указују на Иванову неразводњену моћ и бистрину, хладнокрвност са којом он овде користи моћ до краја Другог дела. Суочени са свим овим доказима о Ивановој демонској тиранији, потребно је потрудити се да се сети да је Стаљин сматрао да је Иван из Другог дела недовољно немилосрдан, неодлучан и слаб.
Ајзенштајнов метод овде достиже свој врхунац у последњим епизодама Другог дела. Све његове теме - политичке, естетске, психолошке, филозофске – представљене су вишеструким променљивим приказима сваког лика, који се спајају као мотиви који се преклапају, а не на неки реалистичнији начин. Федорове вишеструке улоге као Ивановог агента, жене, сина и шпијуна окружују цара као одраз његовог великог и страшног, заводљивог и узнемирујућег ауторитета. Одсуство мајке, Ефросиније, подвргава тој грабежљивој сили њеног беспомоћног сина Владимира, кога Иван хвата у замку као мачка миша.
У потпуној контроли, Иван глуми слабост и незнање. Владимир одговара на Иванову молбу, његова пијана глава на Ивановом колену, опонашајући претходну сцену у којој га је Ефросинија наговарала да учествује у завери. Као што је Федор син два оца (Ивана и његовог рођеног оца Алексеја), Владимир је приморан да бира између Ивана и своје природне мајке Ефросиније. Он прави лош избор. Иваново завођење Владимира прекида Алексеј Басманов, чија је корисност скоро на крају. Знојав и пијан, Алексеј куди Ивана што се дружио са бојарима, посебно са Старицким. Овде се дешавају бројни интересантни преокрети, од којих сви упадљиво подсећају на политику Комунистичке партије из претходних деценија. Иван има моћ да изговара изјаве које се значајно разликују од стварности, изазивајући нашу способност да разликујемо истину од лажи и умеће свакога ко верује у било које од њих. Слагање са царском лажи чини човека лакејом и будалом, а одбрана истине од царске речи чини га издајником.
Иван каже Басманову да није његов посао да саветује цара, а то је у ствари био његов посао: Иван је послушао његов савет да створи опричнике. Иван каже Басманову да није на њему да диже руку на царске рођаке, а у ствари је баш то био посао за који је Басманов ангажован. Када га Басманов подсети на ово, Иван то пориче, рекавши да су његови рођаци драгоценији од савезника који нису у крвном сродству, „ја не сечем храстове да бих направио места бедним јасикама“, иако је уништење бојара и уздизање нижих слојева и обичних опричника је управо оно што је Иван урадио. Иван каже Басманову да су „крвне везе свете“, а у ствари, Иван је коначно отворио очи за издају својих рођака и у процесу је смишљања њихове казне за то. Када Басманов опрезно сугерише да их везе проливене крви вежу чвршће него крв сродства, Иван га гурне у страну и каже: „Ти ми ниси род. Ви сте моји робови“, одбацујући одговорност за проливену крв и одбацујући заклетву.
Овај готово бескрајни лавиринт преокрета и контрадикција је одрицање од политике која је омогућила Ивану да добије апсолутну, „Страшну” моћ. Сада на врхунцу своје моћи, Иван се одриче политике која га је тамо довела и уништава појединце који су му помогли да тамо стигне. Иван схвата да да би сам одржао власт, што је његов циљ од крунисања у првом делу, не само да треба да уништи своје првобитне непријатеље, бојаре, већ и да се заштити од својих нових савезника, опричника.
Иван је до сада схватио да су његови нови савезници били лоши као и стари непријатељи. Алексеј Басманов жели моћ и богатство за своју породицу више него што жели славу за Руску државу. Овде се сукобљавају два политичка принципа. Стару родбинску моћ бојарских породица доводи у питање нова масовна моћ опричника, који су се одрекли родбинских веза и своју лојалност поверили самом цару. Бојари су немилосрдни у потрази за моћи за себе и своје породице. Опричници су немилосрдни у заштити цара, али се испоставило да траже исту врсту моћи коју је уживала стара елита. Успешно подржавајући цара и његову идеологију, они поткопавају његову ствар. Ово одрицање од свете заклетве означава Алексеја као државног непријатеља, али показује и његову суштинску људскост: он више брине за свог природног сина него за апстрактни идеал државе. Алексеј је подељен као Иван. Иванова лажна брига за његовог „сина“ Владимира преокренута је у Басманововој истинској бризи за будућност његовог сина. Оба су у супротности са наведеним заветима да ће остварити своје циљеве: Ивановом завету да ће уништити похлепне бојаре и Басмановом да стави политичку лојалност изнад лојалности својој породици. Код оба „оца“, Заклетва и њено одрицање показују трагичну ману. И једно и друго открива нагризајућу моралност тежње за моћи и трагедију аутократске владавине једног човека.
Ови недостаци опричника требало је да се развију у Трећем делу, када ће Иванова револуција почети да прождире сопствену децу, али они су овде предочени. Поред дијалога, визуелни приказ епизоде са својим интензивно сензуалним елементима уноси у игру сирову физичност. Експлозија боја, музике и покрета скреће пажњу на инстинктивну, животињску природу освете, лојалност клану и жељу за моћи, за коју је Ајзенштајн веровао да је фундаментална за људску природу.

#### Пропаст завере Старицких
Понављања и контрадикције настављају да се множе како се завера за убиство Ивана одвија и осујећује. Владимир, сада пијан, „избрбља” заверу, а онда пародија на Пролог, са устоличеним, немоћним дететом, и Крунисање, са његовим преображавајућим крунисањем. Дуалност којој Ајзенштајн тежи никада није јаснија него у овој сцени. Иван је и жртва (усамљено дете, усамљени цар, мета атентата) и виктимизатор (експлоатише немоћ детета, моћни цар, инжењер атентата). Преобликовање крунисања је очигледно док је Владимир крунисан и открива узбуђење моћи. Иваново рођење као цара је реконфигурисано као Владимирова смрт. Троугао који формирају Курбски и Количов који окружују Ивана на крунисању се овде понавља са Иваном и Федором (најкрокодилскији и најзаводљивији) који стоје иза Владимировог престола. Иван (сада свемоћни цар кога је прогнозирао на крунисању) клања се лажном цару којег шаље у смрт. Иван је отац свом народу, али убија сина. Своју царску одежду мења за монашку одежду када је најдемонији. Покрива оба ока када их коначно отвори.
Иван пушта Владимира да оркестрира своју смрт. Заправо, овај трик је два пута уклоњен: Владимир понавља Ефросињу говорећи „Узми круну, узми огрлицу“. Иван одговара Ефросинији преко Владимира (као што је Ефросинија преко Ивана убила Анастасију) и облачи Владимира у царске хаљине. Присећајући се и неприкладне хаљине коју је млади Иван носио на престолу и свог свлачења од стране слуге, Владимир пијано дозвољава себи да га обуче и крунише. Маскарада чини Владимира и убицом и мучеником, и немоћним и укусним. Када се Иван поклони Владимиру, истински се изненади када открије да дечак који је одбијао да разуме зашто би неко желео круну, сада сматра да је неодољива. "Он је жели!"
Управо у том тренутку прави цар ставља тачку на игру: Фарса је готова, виче, али фарса није готова, већ постаје смртно озбиљна. „Браћо, обратимо се Свемогућем“ Иван подстиче, док се окреће од свете везе крви, мами свог младог рођака у смрт коју је сам планирао. Опричници, сада обучени у црне монашке хаљине, са црним свећама, прате Владимира до његове смрти. Полако иду у катедралу, где боја уступа место црно-белој. Владимир види како га чека смрт (и на тренутак поплави од смртног страха), монаси га гурају напред кроз пролазе и врата, у мрачну катедралу где га Волињец коначно прободе ножем. Иванов последњи ривал је докрајчен када се Ефросинија открије и открије своју трагичну грешку.

#### Царева победа
Други део има три завршетка. Прво, опричници одвлаче Владимира и узимају круну из Ефросинијиних парализованих руку, док Иван и опричници маскирани у монахе пролазе поред ње. Друго, у пародији на хришћански ритуал, опричници-монаси иду иза Ивана кроз катедралу до олтара, изговарајући своју „страшну заклетву“ уместо литургије. Иван тоне, опричници иза њега падају на колена откривајући, на фресци иза њих, ђавола баченог у пламен пакла. Камера се враћа на Ивана, затим на крупни план Ивана, који подиже поглед, покрива му оба ока и жалосно одговара на питање које је поставио на почетку другог дела: „С којим правом се постављаш за судију, Царе Иване?" недвосмислено интонирајући његов одговор: „Ради Велике Русије“. И треће (у боји), Иван се скоро директно обраћа камери, и каже нам да цар мора да казни кривце. Сада када је победио унутрашње непријатеље Русије, он може да се бори са страним снагама које блокирају моћ Русије у иностранству. У другом делу Иван постиже политичку надмоћ, владавину једног човека, дозвољавајући својим непријатељима да се међусобно убијају у борби за моћ да га свргну са трона. „Моје руке су слободне“, ликује Иван на крају Другог дела, и управо је то проблем.

## Критичка анализа
Иван Грозни је чудан, сложен и узнемирујућ филм; тежак филм снимљен у тешким временима. Био је контроверзан чак и пре него што је објављен, а његова значења су дуго била оспоравана. Ајзенштајн је добио задатак да сними филм по Стаљиновом директном наређењу и широко се схватало да би такав филм требало величати Стаљина у лику Ивана и оправдавати насилни терор оба режима. Ајзенштајн је, међутим, имао компликованији пројекат на уму. Од самог почетка припрема за филм Ивана је видео као комплексног човека подложног противречним поривима и насиља и кајања. И иако је његов портрет Ивана делимично заснован на Стаљину, није увек о Стаљину или само о Стаљину.
Филм садржи критику апсолутне моћи и масовног насиља, али Ајзенштајнов примарни циљ је био да разуме врсту глади за моћи која води владаре да подвргну свој народ владавини насиља. То је несумњиво засновано на историји коју је Ајзенштајн проживео – дегенерацији идеалистичке револуције у култ личности и масовног терора – али није увек лако видети где његова садашњост обликује његов поглед на прошлост.
Ајзенштајн је учинио филм тешким за читање из три разлога: да би пренео противречности у људској природи, да би победио цензуру и да пркоси конвенцијама социјалистичког реализма постављајући тешка питања без јасних одговора. Стога писање о Ивану Грозном представља неколико потешкоћа. Прво, филм никада није завршен; искасапљена је цензуром и неке сцене које су уклоњене су изгубљене. Имамо комплетан сценарио, који је Ајзенштајн написао 1941. и објавио у књижевном часопису Нови свет (Нови свет) 1943/44. Међутим, Први и Други део значајно одступају од објављеног сценарија, тако да пружа само најгрубљи водич за редитељеву намеру за недовршени Трећи део.
Друго, заплет филма је намерно обмањујући. И да би избегао цензуру и да би истражио различите теме, Ајзенштајн приказује догађаје у Ивановом животу на начин који истовремено чини да хвали Ивана као вођу визионара, да га проклиње као бруталног тиранина и да саосећа с њим као трагичним, растрзаним, и усамљеним човеком. Разумевање односа између ових тематских нити је један од изазова који овај филм поставља.
Треће, сваки покушај да се разуме заплет је компликован због сличног степена двосмислености у погледу сваког од ликова филма. Самог Ивана је тешко одредити. У различитим временима, Ајзенштајн је поистовећивао Ивана са Стаљином, са својим оцем, па чак и са самим собом, а све ове ликове (укључујући и себе) је видео као дубоко подељене фигуре, растргане између контрадикторних жеља. У било којој сцени тешко је одредити ког Ивана (или Иване) треба да видимо.
Четврто, у Ивану Грозном Ајзенштајн је експериментисао са много више од наратива и идентитета. Филм садржи редитељева тренутна размишљања о индивидуалној психологији, уметничкој креативности и гледаности, и начинима на које би биоскоп могао да покрене осећања и мисли и омогући трансценденцију, или оно што је он назвао екстазис (екстаза). Густе мреже поновљених и обрнутих слика, имитација анимације, чудних и преувеличаних гестова, маски и маски, унакрсног облачења и замена ликова раде заједно (или једна против друге) да формирају променљиву, слојевиту серију епизода које коментаришу све ово предмета у исто време. Разумевање ове необичне структуре и разликовање различитих концептуалних делова филма је још једна од загонетки које Иван Грозни представља.
Коначно, писање о Ивану је компликовано контрадикторним пријемом који је добио 1940-их када је произведен и погрешним претпоставкама које људи рутински праве о уметничкој продукцији под Стаљиновим режимом. Пошто је први део Ивана Грозног добио Стаљинову награду (нека врста комбинације Оскара и председничке медаље части), а други део је забрањен само неколико месеци касније, многи су претпоставили да се два дела филма радикално разликују у њихов портрет свемоћног вође, али ова претпоставка је погрешна.

## Академски радови
- Eisenstein, Sergeii Mikhailovich et al. The Film Sense. San Diego: Harcourt Brace Jovanovich, 1975.  978-0-15-630935-6
- Eisenstein, Sergei and Jay Leyda. Film Form. San Diego: Harcourt Brace Jovanovich, 1949.  0-15-630920-3
- Ejzenstejn, Sergej et al. The Eisenstein Reader. London: British Film Institute, 1998.  0-85170-675-4
- Neuberger, Joan. Ivan the Terrible. London: I.B. Tauris, 2003.
- Nesbet, Anne. Savage Junctures: Sergei Eisenstein and the Shape of Thinking. City: I.B. Tauris, 2003.  978-1-85043-330-9
- Minturn, Neil. The Music of Sergei Prokofiev. New Haven: Yale University Press, 1997.  0-300-06366-0
- Thompson, Kristin.  Eisenstein's "Ivan the Terrible": A Neoformalist Analysis. Princeton: Princeton University Press, 1981.  0-69110-120-5
- Tsivian, Yuri. Ivan the Terrible. London: B.F.I. Publishing, 2002.  0-85170-834-X